# 皮夫尼奇内 (巴赫穆特区)

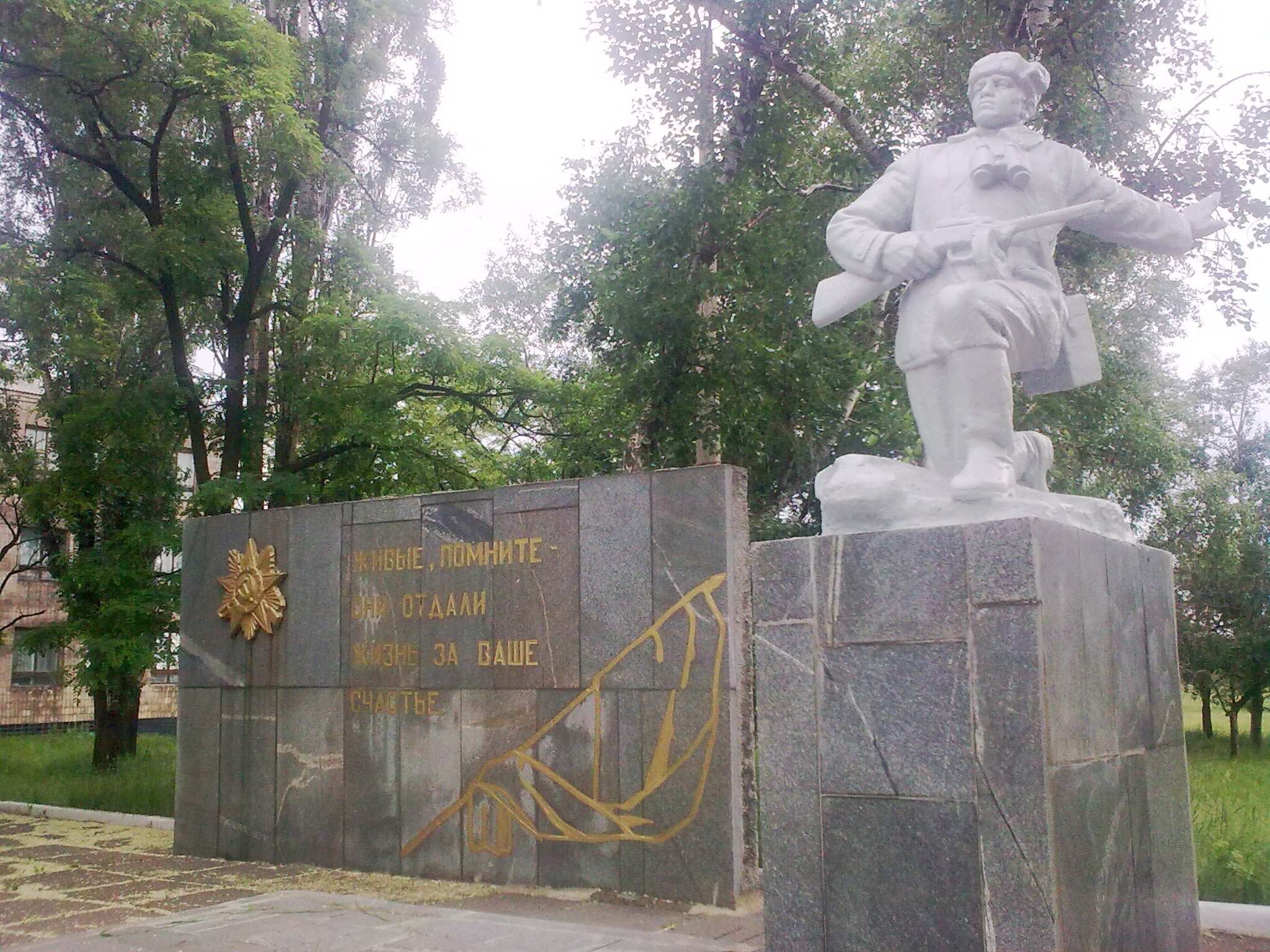
英雄墓

皮夫尼奇内（羅馬化：Pivnichne，直译：「「北方」」），2016年之前基洛韋（烏克蘭語：Кірове），是烏克蘭東部頓涅茨克州巴赫穆特区托雷茨克市镇内的市級鎮。距離頓涅茨克46公里，面積7.1平方公里，海拔高度229米，2011年該市級鎮人口10,330。2024年，俄羅斯軍隊在奪取托雷茨克行動中佔領皮夫尼奇内。